# Glam (canção)
"Glam" é uma canção da cantora norte-americana Christina Aguilera, gravada para o seu sexto álbum de estúdio Bionic. Foi escrita pela própria com o auxílio de Christopher Stewart, Claude Kelly, sendo que a sua produção ficou a cargo de Stewart. A sua gravação decorreu em 2010 nos estúdios The Boom Boom Room, em Burbank e The Red Lips Room em Beverly Hills, ambos localizados na Califórnia. A obra foi inicialmente anunciada como single de avanço para promover o disco, contudo, foi substituída por "Not Myself Tonight". Embora não tenha recebido qualquer tipo de lançamento em destaque, devido às vendas digitais após a edição do trabalho de originais, conseguiu entrar e alcançar a terceira posição como melhor na tabela musical da Coreia do Sul, South Korea Gaon International Chart.
A canção deriva de origens estilísticas do eletropop e dance-pop, sendo que o seu arranjo musical consiste no uso de sintetizadores e ainda em acordes de piano e guitarra. Liricamente, o tema fala sobre como vestir-se, tornar-se glamorosa e sexy para sair na melhor forma possível. Tanto Aguilera como Claude Kelly, um dos compositores da faixa, admitiram que esta tinha sido criada como um retrocesso à época de "Vogue" por Madonna. "Glam" recebeu análises mistas por parte dos profissionais, sendo que alguns dos analistas consideraram que seria um dos destaques do álbum, mas outros também realçaram que a melodia não era tão boa quanto a de Madonna.

## Antecedentes

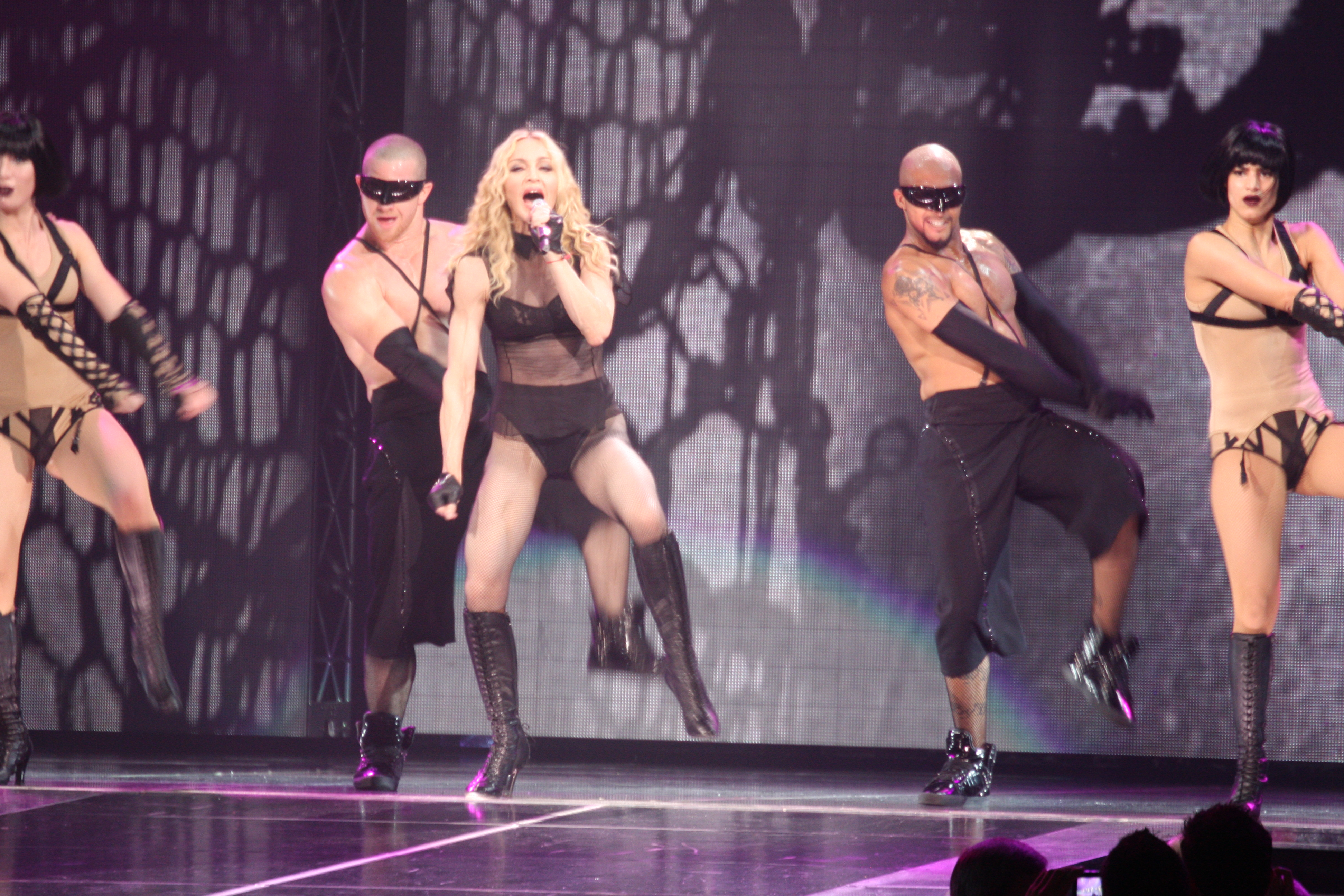
A música foi elaborada como um retrocesso à era de "Vogue" por Madonna (foto), segundo os compositores.

A cantora revelou o título do disco e o nome de três canções em fevereiro de 2010, na edição da revista Marie Claire. "Glam" foi planeada inicialmente para ser o primeiro single de Bionic, sendo descrita como uma versão mais "pop e hip-hop da canção 'Vogue' de Madonna". No entanto, em Março do mesmo ano, Aguilera deu outra entrevista sobre mais detalhes do álbum de originais, e revelou que seria "Not Myself Tonight" a avançar com a promoção do trabalho: "Estou tão ansiosa pelos meus fãs por ouvirem o novo som. É algo que penso que não estarão à espera de ouvir".
Num comentário "faixa-por-faixa" após a edição do álbum, Aguilera mencionou que a faixa tinha sido escrita para os "seus amigos da moda" e que servia para inspirar os designers durante a elaboração das passagens de modelos. Claude Kelly, um dos co-compositores, descreveu mais tarde a música como "divertida e um hino de festa, mas que ao mesmo tempo contém mensagens subjacentes". Kelly, numa entrevista para a revista Vibe, falou sobre o processo que resultou na conclusão da escrita:
| “ | Eu escrevi esta canção maluca com Tricky Stewart chamada 'Glam'. É uma música bombástica de discoteca que é sobre moda. É realmente para as senhoras, sobre vestirem-se e a procura pelo seu melhor, indo ao ginásio e ficando glamorosas e sexys antes de sair. Christina quer falar sobre ficar sexy e independente, mas ser forte ao mesmo tempo. Vai surpreender as pessoas. Chamo-a pela atual e moderna 'Vogue'. Não diria menos, acredito que assim seja. | ” |

## Estilo musical e letra
"Glam" é uma canção de tempo moderado que incorpora elementos de estilo electropop e dance-pop produzida por Tricky Stewart. A sua gravação decorreu em 2010 nos estúdios The Boom Boom Room, em Burbank e The Red Lips Room em Beverly Hills, ambos localizados na Califórnia. O seu instrumental consiste no uso de vocais fortes, além de conter o trabalho de sintetizadores, piano e guitarra. Brian Thomas e Andrew Wuepper trataram do processo de gravação musical, enquanto Oscar Ramirez trabalhou no registo de vocais. A engenharia acústica adicional esteve a cargo de Pat Thrall, assistido por Luis Navarroe Randy Urbanski, com a mistura complementada por Jaycen Joshua com a ajuda de Giancarlo Lino.
A letra foi composta por Christina, Stewart e Claude Kelly. De acordo com a partitura publicada pela Hal Leonard Corporation, a música foi escrita em compasso simples, num andamento moderado eletrónico e composta na chave de fá maior. A cantora afirmou que a obra era liricamente inspirada por John Galliano, afirmando o seguinte: "Eu quero dar-lhe algo para que ele possa dar aos manequins durante a passagem de modelos. Por isso, 'Glam' foi inspirada, não só por ele, mas também por muitos dos meus amigos que tenho acumulado durante os últimos anos, e quis fazer algo inspirado neles".

## Receção pela crítica

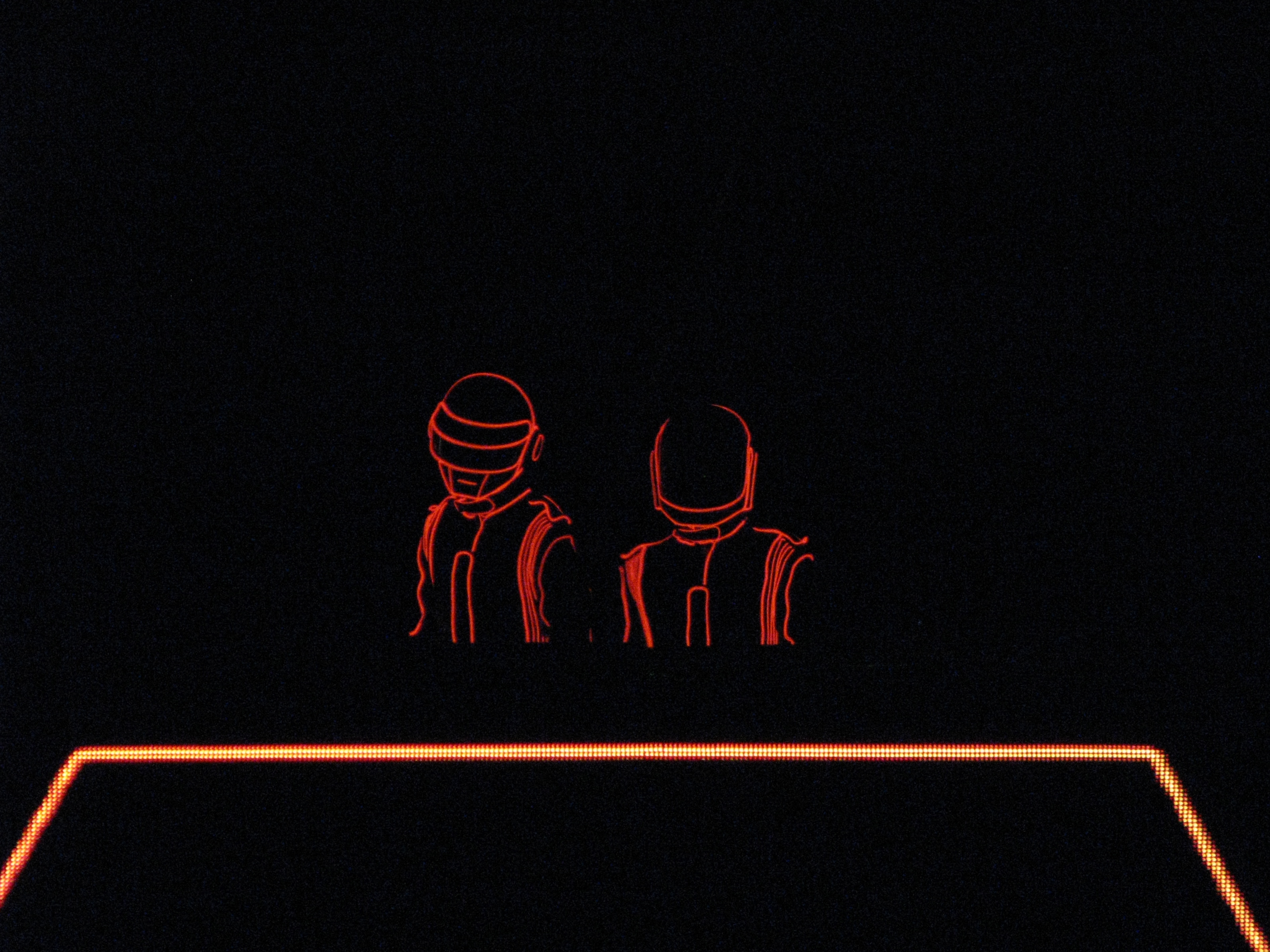
Alguns dos críticos referiram-se a "Technologic" da dupla Daft Punk como inspiração para a faixa.

Após o lançamento de Bionic, a canção recebeu análises mistas. Leah Greenblatt da Entertainment Weekly considerou que trazia memórias dos anos 90, enquanto que Allison Stewart do periódico The Washington Post denominou-a como um "dos grandes momentos no álbum". Elysa Gardner do USA Today fez uma reflexão positiva sobre a música ao considerar que "ela canta de forma inexpressiva antes de deixar solto um cinto cremoso que evoca uma versão inicial de Whitney Houston no seu auge". Eric Henderson da Slant Magazine concluiu que "o baile de máscaras 'Glam', é um coquetel pesado que mistura uma parte de "Vogue" com duas de "Technologic" e serve-se com um piscar de olhos". Chris Deline do sítio Culture Bully concordou com a comparação de Henderson, acrescentando que "é uma canção pop engraçada" e realçou comparações com outro trabalho, "Physical" por Olivia Newton-John. O jornal britânico The Scotsman escreveu que a melodia "é a sua [da cantora] tentativa descarada de produzir uma Vogue para os nossos tempos". De opinião contrária, Mesfin Fekadu do norte-americano The Boston Globe nomeou-a como "pronta para um espetáculo de moda" e "uma das melhores faixas do disco".
Bill Lamb do portal About.com considerou que "Glam" "soava como uma regravação do clássico "Vogue" de Madonna por uma desinteressada rainha do gelo". Brad Steirn do sítio MuuMuse fez uma revisão mista, afirmando que "é outra faixa de imitação que, embora inicialmente promissora, numa última análise, não inspira energia suficiente no refrão para se provar tão feroz quanto a letra implica". Enquanto Michael Cragg da página musicOMH apenas denominou a obra de "ultrapassada", Javi do EQ Music concordou com Steirn, complementando que o tema foi "apresentado como uma 'Vogue' moderna, é engraçada, mas inequivocamente uma faixa amigavelmente gay que relembra 'Paris is Burning' e 'Sex and the City'. Omar Kholeif da publicação PopMatters fez uma crítica negativa à canção ao escrever que "Christina não tem medo de abanar, estimular e convencer, como ela professa em 'Glam', uma homenagem óbvia a 'Vogue' que não é tão atraente ou sensual como a cantora pensa que é". Jordan Richardson do Blogcritics esteve em pleno acordo com Kholeif, afirmando que a melodia "é uma ode frustrante e desconfortável para 'Vogue' de Madonna, mas Aguilera falha em recriar qualquer um dos passos provocantes do registo que está a tentar imitar".
Mais tarde, a canção faz parte da banda sonora da telenovela brasileira Ti Ti Ti, transmitida através da Rede Globo no seu país de origem e pela SIC em Portugal.

## Desempenho nas tabelas musicais
A faixa conseguiu alcançar o terceiro lugar da tabela musical da Coreia do Sul, Gaon International Chart, após o lançamento do disco.

### Posições
| Tabela musical (2010)                    | Melhor posição |
| ---------------------------------------- | -------------- |
| Coreia do Sul - Gaon International Chart | 3              |

## Créditos
Todo o processo de elaboração da canção atribui os seguintes créditos pessoais:
- Christina Aguilera – vocalista principal, composição;
- Tricky Stewart - composição, produção;
- Claude Kelly - composição, produção vocal adicional, vocais de apoio;
- Brian Thomas - gravação musical;
- Andrew Wuepper - gravação musical;
- Oscar Ramirez - gravação vocal;
- Pat Thrall - engenharia adicional;
  - Luis Navarro, Randy Urbanski - assistência;
- Jaycen Joshua - mistura;
  - Giancarlo Lino - assistência.